# Palus Somni
Palus Somni (Pantano del Sueño) es un área de la Luna de terreno relativamente llano, pero algo irregular que se encuentra a lo largo del borde noreste del Mare Tranquillitatis y del Sinus Concordiae. Tiene un diámetro de 163.45 km.
La superficie presenta terrenos llanos y parcheados. Tiene un  albedo mayor que los mares lunares al oeste, con aspecto gris característico del terreno continental. Contiene algunos cráteres menores dentro de sus límites, como Lyell en el borde oeste, Crile al este, y Franz al noroeste.
En 1907 se describió "un color único en la superficie lunar, marrón claro, diferente del tono de cualquier otra región llana o montañosa"